# Mercedes-Benz M114
La sigla Mercedes-Benz M114 (o Daimler-Benz M114) indica un motore a scoppio prodotto dal 1967 al 1972 dalla Casa tedesca Daimler-Benz per il suo marchio automobilistico Mercedes-Benz.

## Profilo e caratteristiche

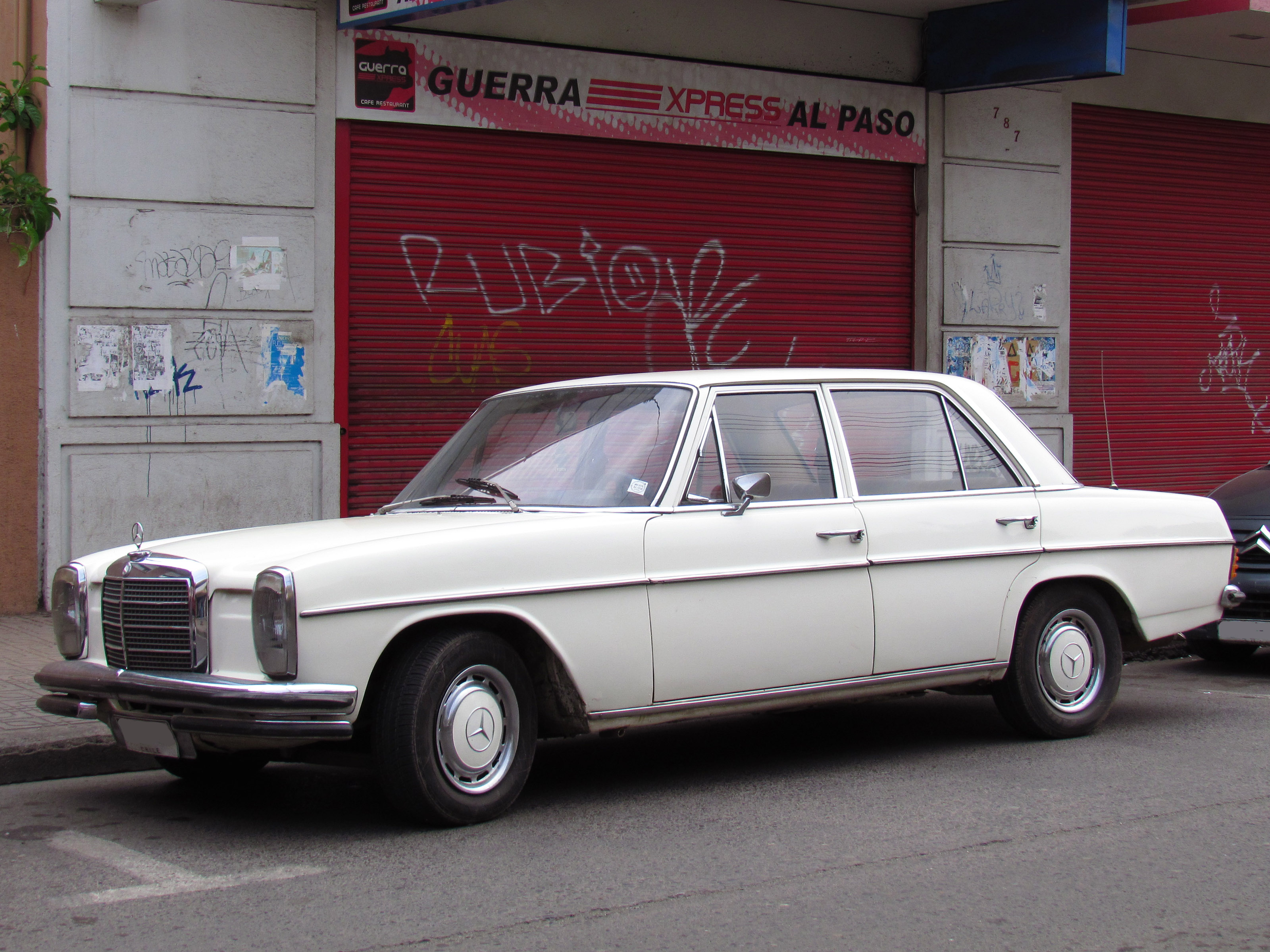
La Mercedes-Benz 250 della serie W114, unica applicazione del motore M114

Il motore M114 era un motore da 2.5 litri disponibile sia a carburatore sia ad iniezione, versioni rispettivamente derivate da vicino dai motori M108 ed M129, dei quali conservano quasi tutte le principali caratteristiche.

Di seguito vengono descritte più in dettaglio le due versioni del motore M114.

### M114V25 o M114.920
Queste due sigle vengono utilizzate per indicare il motore M114 alimentato a carburatore. Tale versione era pressoché identica al motore M108, dal quale differiva per pochissimi dettagli, il più evidente dei quali era la differente fasatura degli assi a camme, che permetteva di avere uno spunto migliore ed una migliore resa ai bassi regimi. Tale versione era caratterizzata dalle seguenti specifiche:
- architettura a 6 cilindri in linea;
- basamento in ghisa;
- testata in lega di alluminio;
- monoblocco di tipo superquadro;
- alesaggio e corsa: 82x78.8 mm;
- cilindrata: 2496 cm³;
- distribuzione ad un asse a camme in testa;
- testata a due valvole per cilindro;
- alimentazione mediante due carburatori Zenith 35/40 INAT;
- rapporto di compressione: 9:1;
- albero a gomiti su 7 supporti di banco;
- potenza massima: 130 CV a 5400 giri/min;
- coppia massima: 199 Nm a 3600 giri/min;
- applicazioni:
  - Mercedes-Benz 250 W114 (1968-72);
  - Mercedes-Benz 250C W114 (1968-72).

### M114E25 o M114.980
Queste due sigle erano invece utilizzate per l'altra delle due versioni del motore M114, ossia quella ad iniezione elettronica. Tale soluzione rappresenta una primizia per la Casa di Stoccarda che la fa esordire proprio in questo motore.

Le differenze rispetto alla versione a carburatore sono quindi evidenti e vengono elencate di seguito:
- alimentazione ad iniezione elettronica Bosch D-Jetronic;
- rapporto di compressione: 9.5:1;
- potenza massima: 150 CV a 5500 giri/min;
- coppia massima: 211 N·m a 4500 giri/min;
- applicazioni: Mercedes-Benz 250CE W114 (1968-72).